# 朱瓦莉亞
朱瓦莉亞（精確拼音：Juwariah，或拼作Djoeariah） 是一個在1940年代至1950年代期間活躍於影壇的印度尼西亞女演員。

## 生平
朱瓦莉亞來自蘇門答臘楠榜，在1940年與巴達維亞（今雅加達）友聯影業簽約，加入影壇，並參演該公司的作品《用性命償還》。她在處女作中飾演的角色是被父親賣給高利貸的少女朱莉亞。之後她還參演了兩部在1941年製作的電影：在《女人與鬥士》一片中，她和勒娜·朱維塔（Ratna Djoewita）、希達雅特（Hidajat）都是主演，故事講述一個花花公子最終受到應得的報應，而在《纯洁的爱情》一片中，朱瓦莉亞則飾演一名女傭，這個角色後來成為了一名年輕醫生（阿德南·卡保·加尼飾）的愛慕對象。
1942年日本佔領荷屬東印度後，友聯影業關閉，東印度群島的電影業發展放緩。於是朱瓦莉亞進入戲劇界，隨楊中義的泗水之星劇團巡迴演出，並於1944年參演該劇團製作的舞台劇《同生共死》（Sehidup Semati）。1945年日本投降，蘇卡諾宣布印尼獨立，在獨立戰爭期間，朱瓦莉亞繼續以舞台劇演員的身分活躍於演藝界，並於1947年成為一場歌唱比賽的冠軍；當時她已經成為菲菲·楊歌舞團（以劇團的當家花旦命名）的一員。
朱瓦莉亞在1949年革命臨近尾聲之際重返影壇，飾演《同生同死》電影版的其中一個角色。她在隨後五年接拍了幾部電影，不過她飾演的角色卻越來越不重要。她在1954年參演其最後兩部電影——她在《卡莉娜（菜市場少女）》一片中飾演一位必須在丈夫被流放到巴布亞之後成為電台歌手，負責賺錢養家的婦女，並在《金鼷鹿（大馬士革刺刀）》一片中飾演和妹妹共同執政，試圖奪取屬於妹妹的權力，卻被來自大馬士革的劍客擊敗的巴珊女王。最後她在同年退出影壇，並重返舞台。

## 作品
朱瓦莉亞曾經出現在12部電影的演出紀錄之中。
- 《用性命償還》（1940年）
- 《纯洁的爱情》（1941年）
- 《女人與鬥士》（Wanita dan Satria，1941年）
- 《同生同死》（Sehidup Semati，1949年）
- 《泗水之星1951》（Bintang Surabaja 1951，1950年）
- 《伊拉瓦蒂（阿尤·克蘇瑪）》（Irawaty [Aju Kesuma]，1950年）
- 《薩拉斌達納的花季》（Musim Bunga di Selabintana，1951年）
- 《尊貴的蘇莉雅妮》（Surjani Mulia，1951年）
- 《走私者》（Penjelundup，1952年）
- 《唯一》（Tunggal，1953年）
- 《金鼷鹿（大馬士革刺刀）》（Kantjil Mas [Pedang dari Damascus]，1954年）
- 《卡莉娜（菜市場少女）》（Karina [Gadis Pasaran]，1954年）

## 備註
1. ↑  稱謂一般帶上她的頭銜、學位、尊稱等，為伍·拉圖·朱瓦莉亞。

## 腳註
1. ↑  Bataviaasch Nieuwsblad 1941, Filmaankondigingen.
2. 1 2 3 4  Biran 1979，第145頁.
3. ↑  Filmindonesia.or.id, Bajar dengan Djiwa.
4. ↑  Filmindonesia.or.id, Wanita dan Satria.
5. ↑  Saeroen 1941，n.a.
6. ↑  Biran 2009，第319, 322頁.
7. ↑  Tjahaja 1944, Doenia Sandiwara.
8. ↑  Pelita Rakjat 1947, Miss Djoeriah.
9. ↑  Filmindonesia.or.id, Karina.
10. ↑  Filmindonesia.or.id, Kantjil Mas.
11. ↑  Filmindonesia.or.id, Filmografi.

## 外部連結
- 朱瓦莉亞在互联网电影资料库（IMDb）上的資料（英文）